# Leonardo kalandjai
A Leonardo kalandjai (eredeti cím: Leonardo) olasz televíziós 2D-s számítógépes animációs sorozat, amelyet Sergio Manfio rendezett. A forgatókönyvet Francesco Manfio és David Stefanato írta, a zenéjét Lorenzo Tomio szerezte, a producer Bernard Forestier. Olaszországban 2008-ban a Rai Due és Rai Gulp vetítette, Magyarországon 2015-ben az M2 sugározta.

## Szereplők
| Szereplő    | Eredeti hang        | Magyar hang     | Leírás                                                                          |
| ----------- | ------------------- | --------------- | ------------------------------------------------------------------------------- |
| Leonardo    | Stefano Crescentini | Szabó Máté      | A sorozat főszereplője, egy 13 éves fiú, aki híres festő és feltaláló.          |
| Gioconda    | Barbara De Bortoli  | Bognár Anna     | Leonardo barátnője                                                              |
| Lorenzo     | Simone Crisari      | Fekete Zoltán   | Leonardo kövér barátja                                                          |
| Párduc      | Marco Bresciani     | Forgács Gábor   | Leonardo macskája                                                               |
| Csubi       | Luigi Ferraro       | Haagen Imre     | Leonardo favödrökből épült robotja                                              |
| Gottardo    | Paolo Vivio         | Pálmai Szabolcs | A sorozat negatív főszereplője, egy erőszakos úriember, aki Leonardo ellensége. |
| Laura       | Monica Ward         | Szabó Zselyke   | Gottardo kishúga                                                                |
| Maga Plinia | Francesca Draghetti | Sági Tímea      | Gottardo boszorkánya                                                            |
| Dondolo     | Massimo Bitossi     | ?               | Gottardo lova                                                                   |
| Kismeszelő  | Stefano Mondini     | Megyeri János   | Gottardo 3-as bandájának legalacsonyabb tagja                                   |
| Meszelő     | Davide Perino       | Markovics Tamás | Gottardo 3-as bandájának középső tagja                                          |
| Égimeszelő  | Davide Lepore       | Fellegi Lénárd  | Gottardo 3-as bandájának legmagasabb tagja                                      |
| Cococò      | Dario Vergassola    | Posta Victor    | Egy zöld kakas, aki a narrátor szerepet tölti.                                  |

## Epizódok
| #   | Magyar cím             | Eredeti cím                 | Eredeti premier (Rai Due) | Magyar premier (M2) |  |
| --- | ---------------------- | --------------------------- | ------------------------- | ------------------- |  |
|     |                        |                             |                           |                     |  |
| 01. | Kincsvadászok          | Сaccia al tesoro            | 2008. május 8.            | 2015. január 1.     |  |
|     |                        |                             |                           |                     |  |
| 02. | A teknős               | La tartaruga                | 2008. május 9.            | 2015. január 2.     |  |
|     |                        |                             |                           |                     |  |
| 03. | A sárkány barlangja    | La grotta del drago         | 2008. május 12.           | 2015. január 5.     |  |
|     |                        |                             |                           |                     |  |
| 04. | Kinek a lova jobb?     | La corsa dei cavalli        | 2008. május 13.           | 2015. január 6.     |  |
|     |                        |                             |                           |                     |  |
| 05. | Békakesztyűk           | I guanti palmati            | 2008. május 14.           | 2015. január 7.     |  |
|     |                        |                             |                           |                     |  |
| 06. | Középkori Olimpia      | Olimpiade medievale         | 2008. május 15.           | 2015. január 8.     |  |
|     |                        |                             |                           |                     |  |
| 07. | Forró nyár             | Il grande caldo             | 2008. május 16.           | 2015. január 9.     |  |
|     |                        |                             |                           |                     |  |
| 08. | Repüljünk!             | Si vola                     | 2008. május 19.           | 2015. január 12.    |  |
|     |                        |                             |                           |                     |  |
| 09. | A tó szörnye           | Il monstro del lago         | 2008. május 20.           | 2015. január 13.    |  |
|     |                        |                             |                           |                     |  |
| 10. | A vulkán mélyén        | Dentro il vulcano           | 2008. május 21.           | 2015. január 14.    |  |
|     |                        |                             |                           |                     |  |
| 11. | Aquapark               | Acquapark                   | 2008. május 22.           | 2015. január 15.    |  |
|     |                        |                             |                           |                     |  |
| 12. | Vadászterület          | Reserva di caccia           | 2008. május 23.           | 2015. január 16.    |  |
|     |                        |                             |                           |                     |  |
| 13. | A jégszobor            | Il rutratto di ghiacio      | 2008. május 26.           | 2015. január 19.    |  |
|     |                        |                             |                           |                     |  |
| 14. | Tavaszköszöntő         | Festa di primavera          | 2008. május 27.           | 2015. január 20.    |  |
|     |                        |                             |                           |                     |  |
| 15. | A nagy ugrás           | Il grande salto             | 2008. május 28.           | 2015. január 21.    |  |
|     |                        |                             |                           |                     |  |
| 16. | A torony kincse        | Il tesoro della torre       | 2008. május 29.           | 2015. január 22.    |  |
|     |                        |                             |                           |                     |  |
| 17. | Gioconda születésnapja | Il compleanno di Gioconda   | 2008. május 30.           | 2015. január 23.    |  |
|     |                        |                             |                           |                     |  |
| 18. | A kastély hölgyei      | Le dame del castello        | 2008. június 2.           | 2015. január 26.    |  |
|     |                        |                             |                           |                     |  |
| 19. | A repülő köpeny        | Il mantello volante         | 2008. június 3.           | 2015. január 27.    |  |
|     |                        |                             |                           |                     |  |
| 20. | A varázserdő           | Il bosco magico             | 2008. június 4.           | 2015. január 28.    |  |
|     |                        |                             |                           |                     |  |
| 21. | Éljen a színház!       | W il teatro                 | 2008. június 5.           | 2015. január 29.    |  |
|     |                        |                             |                           |                     |  |
| 22. | Erdei staféta          | La gimkana nel bosco        | 2008. június 6.           | 2015. január 30.    |  |
|     |                        |                             |                           |                     |  |
| 23. | A denevérember         | L'vomo pipistrello          | 2008. június 9.           | 2015. február 2.    |  |
|     |                        |                             |                           |                     |  |
| 24. | A lovag végrendelete   | Il testamento del cavaliere | 2008. június 10.          | 2015. február 3.    |  |
|     |                        |                             |                           |                     |  |
| 25. | A tökvirág             | Il fiore di cocuzza         | 2008. június 11.          | 2015. február 4.    |  |
|     |                        |                             |                           |                     |  |
| 26. | A vízesés szélén       | Sul dente della cascata     | 2008. június 12.          | 2015. február 5.    |  |
|     |                        |                             |                           |                     |  |